# Convel

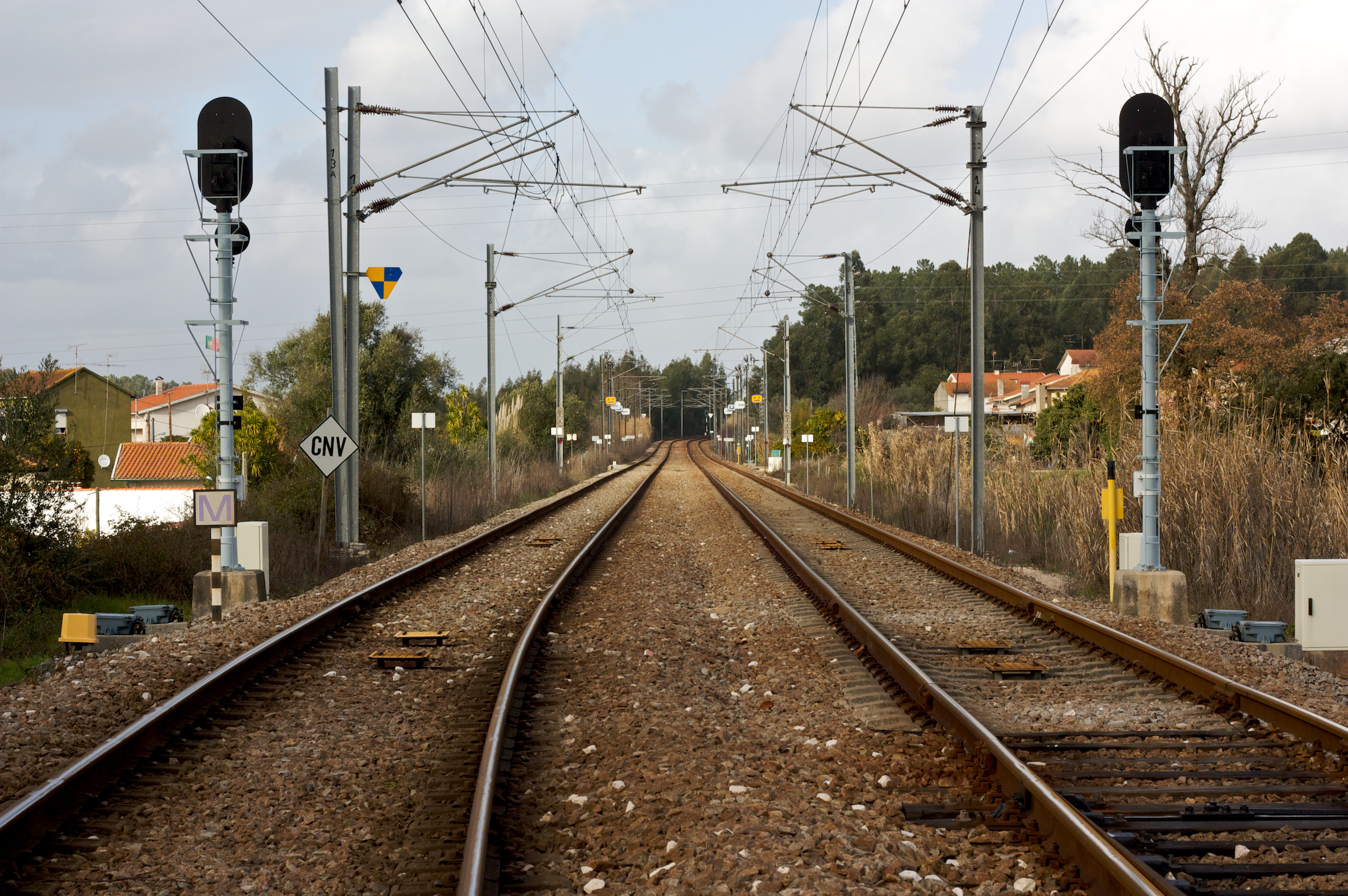
Sección de vía, junto a Pampilhosa, en la Línea de Beira Alta; cada una de las dos vías tiene dos pares de balizas de convel, que son las placas amarillas cuadradas, fijadas al suelo, entre los carriles.

El Control Automático de Velocidad, más conocido por la abreviatura Convel, es un sistema de seguridad utilizado en el transporte ferroviario de Portugal.

## Características
Consiste, esencialmente, en un dispositivo que monitoriza la velocidad del vehículo en que está instalado, activando automáticamente los frenos en caso de que presente una velocidad excesiva, o incumplimiento de la señalización. Este sistema recibe sus informaciones a partir de unos emisores, denominados balizas, que están colocados en el suelo, entre los carriles.

## Historia
En 1986, fue firmado un contrato, entre la operadora Caminhos de Ferro Portugueses y las empresas Sistel y Alstom, para la instalación del sistema de Control Automático de Velocidad en la Línea de Sintra. Este equipamiento fue utilizado por primera vez en 1993, en las Líneas de Cintura y Sintra, y, al año siguiente, comenzó a ser instalado en las composiciones Intercidades y Alfa.